# If It's Lovin' that You Want
If It's Lovin' that You Want este cel de-al doilea single extras de pe albumul de debut al cântăreței Rihanna. Deși nu s-a bucurat de succesul predecesorului său, discul single „Pon de Replay”, piesa a obținut poziția cu numărul treizeci și șase în S.U.A., devenind astfel al doilea single al Rihannei în top 40 și un onorabil loc unsprezece în ierarhia UK Singles Chart. În Australia, Irlanda și Noua Zeelandă discul s-a bucurat de succes, obținând poziții înalte în clasamentele de specialitate.
Acesta a fost compus de către Samuel Barnes, Scott La Rock, Mosely Makeba, Jean-Claude Alexsander, Lawrence Parker Oliver și produsă de către Poke & Tone. Din cauza lansării celui de-al doilea album solo (A girl Like Me), la doar opt luni dupa albumul de debut al său, If It's Lovin' That You Want a fost ultimul single lansat pe plan internațional, extras de pe primul album.
Single-ul s-a dovedit a fi un alt succes, câștigând poziții în top 5 în Europa. În comparație cu Pon de Replay, acesta a devenit un hit în S.U.A. și pe plan internațional.
Videoclipul a fost regizat de către Marcus Raboy și a fost filmat în august 2005 în  Malibu, California. Câteva scene din acesta o prezintă pe Rihanna dansând oriental.